# Дмитриенко, Надежда Михайловна
Наде́жда Миха́йловна Дмитрие́нко (24 июня 1949, Алтайский край) — российский историк, музеевед; доктор исторических наук, профессор. Главный научный сотрудник Научно-образовательного центра "Музей и культурное наследие" Национального исследовательского Томского государственного университета. Специалист по истории Сибири и истории музейного дела России.

## Биография
Родилась 24 июня 1949 года в с. Комарчиха Алтайского края, ныне этого населенного пункта уже не существует.
Отец Михаил Демьянович Коровкин (1916—1981), участник и инвалид Великой Отечественной войны, мать Анастасия Самойловна Макрушина (1925—2011). Старшая сестра Надежды — Валентина (1947—2022) — окончила Новосибирский медицинский институт. Из деревни Комарчиха семья переехала в Гурьевск Кемеровской области, где Надежда Коровкина окончила среднюю школу № 10 с золотой медалью. В Гурьевске печаталась в местной газете "Знамя Ильича", редактировала школьную стенгазету и раздумывала над поступлением на факультет журналистики.
В 1966 году поступила на историко-филологический факультет Томского государственного университета (ТГУ), успешно окончила его в 1971 г., защитив дипломную работу «Деятельность американской прогрессивной молодёжной организации „Клубы Дюбуа“ в США в 1967—1970 гг.».
С 1971 по 1973 год работала преподавателем в средней школе ст. Басандайка Томского района, а с июня 1973 — младшим научным сотрудником Томского областного краеведческого музея. В январе 1974 года стала заведующей кабинетом при кафедре научного коммунизма и политэкономии Томского медицинского института (ныне — Сибирский государственный медицинский университет).
В августе 1974 года стала младшим научным сотрудником Проблемной научно-исследовательской лаборатории истории, археологии и этнографии Сибири ТГУ, где работала над написанием истории томского завода «Сибэлектромотор». Позднее работала старшим научным сотрудником, а затем ведущим научным сотрудником данной лаборатории. В 1984 году защитила кандидатскую диссертацию «Социально-экономическое развитие сибирского города в эпоху капитализма. 1861- февраль 1917 гг. (на материалах Томска)». В 1997—2000 годах — докторант кафедры археологии и исторического краеведения ТГУ. В сентябре 2000 года защитила докторскую диссертацию по теме: «Сибирский город в XIX — первой трети XX в. Локально-историческое исследование на материалах Томска», диссертация была отнесена Высшей аттестационной комиссией к числу значимых.
С 1 сентября 2001 года состояла профессором кафедры археологии и исторического краеведения на историческом факультете Томского университета (по совместительству). В 2002 году стала профессором только что открывшейся кафедры музеологии и экскурсионно-туристической деятельности, являющейся частью института искусств и культуры ТГУ (ныне кафедра культурологии и музеологии), состояла в должности до 2022 года. С 2023 главный научный сотрудник Научно образовательного центра «Музей и культурное наследие».
В 1989—1993 годах — председатель областного краеведческого координационного совета при Томском отделении Фонда культуры. Член координационного совета Союза краеведов России. Неоднократно включалась в состав общественных комиссий городской администрации Томска по топонимике и издательской деятельности. Делегат учредительного съезда Союза краеведов России (Челябинск, 1990). Была одним из создателей и первым председателем краеведческого клуба «Старый Томск». Проводила культурно-просветительную работу в обществе «Знание».Состояла членом двух докторских диссертационных советов при Томском университете. Член редакционной коллегии журнала «Вестник Томского государственного университета. Культурология и искусствоведение». Член Томского профессорского собрания.
Вела краеведческие рубрики в двух томских газетах: «Народная трибуна» и «Томский вестник». Участвовала в организации и выпуске издания «Елань» (1992—1996) — ежемесячного краеведческого приложения к газете «Томский вестник»; два года она участвовала в выпуске журнала «Томская старина» (1991—1992). В качестве члена редакционной коллегии, с 1992, — а затем, с 2006, и главного редактора — участвует в создании краеведческого альманаха «Сибирская старина».

## Семья
Была замужем за Александром Викторовичем Дмитриенко (1948-2022), выпускником факультета прикладной математики ТГУ. Сын Алексей Александрович Дмитриенко (род. 1971) окончил Томский государственный университет, кандидат физико-математических наук (1995), позднее получил степень PhD по статистике в Университете Кентукки, живёт и работает в США. Внуки Анастасия и Михаил Дмитриенко -  выпускники Колумбийского университета в Нью-Йорке.

## Научная деятельность
Н. М. Дмитриенко считается самым авторитетным специалистом по истории Томска. Перу Надежды Дмитриенко принадлежат самые крупные и содержательные издания, посвященные истории города Томска. Особое значение имеет работа по изучению городских некрополей, вместе со студентами профессор Дмитриенко переписала все могилы на Южном кладбище города Томска, итогом стали две книги со списком могил и подробным планом кладбища, помимо этого уже много лет продолжается работа по выявлению траурных сообщений и некрологов из томских газет, по состоянию на 2022 год выпущено уже две книги с их публикацией. Несколько изданий, подготовленных Н. М. Дмитриенко в качестве автора и редактора, выполнены в жанре visual study, среди самых успешных «Томск: история города в иллюстрациях», «Славься, университет: иллюстрированные страницы истории ТГУ», «В Томске в 1917 году», «Томск_Потанин» и другие. Н. М. Дмитриенко редактировала два фундаментальных издания «Томск от А до Я: краткая энциклопедия города» и "Энциклопедия Томской области".
С открытием в Томском государственном университете кафедры музеологии Н. М. Дмитриенко переключилась на музееведческие исследования. В работах Н. М. Дмитриенко освещаются вопросы историографии, методологии и истории музейного дела. Н. М. Дмитриенко инициировала издание продолжающейся серии книг «Музееведческое наследие Северной Азии», в которых публикуются труды сибирских музееведов разных лет, участвует в подготовке и издании серии мемуарных трудов о Томске. Активно участвует в реализации научно-издательских проектов московских, новосибирских, барнаульских и кемеровских коллег.

## Основные работы
- в соавт. с Синяев В. С., Коновалов П. С. Сибирский электромоторный. — Томск: Издательство Томского университета, 1978. — 230 с.[12]
- Социально-экономическое развитие сибирского города в эпоху капитализма. 1861 — февраль 1917 гг. : (на материалах г. Томска) : автореф. дис. … канд. ист. наук (07.00.02). — Томск, 1984. — 18 с. — Библиогр.: с. 17—18 . — (Том. гос. ун-т им. В. В. Куйбышева).
- Томская область // Исторический очерк // Дмитриенко Н. М., Васильев Е. А., Л. М. Плетёва и др : сборник. — Томск: Издательство Томского государственного университета, 1994. — ISBN 5-7511-0709-8.
- Сибирский город Томск в XIX- первой трети XX века: управление, экономика, население. — Томск : Издательство Томского государственного университета, 2000. — 280,[4] с.
- Томский некрополь: Списки и некрологи погребенных на старых том. кладбищах, 1827—1939 / Том. гос. ун-т. Пробл. науч.-исслед. лаб. истории, археологии и этнографии Сибири. — Томск, 2001. — 328 с., ил. Алф. указ.: с. 297—328.
- Томские архиереи: 1834—2002 : биограф. словарь / Том. гос. ун-т, Проблем. науч.-исслед. лаб. истории, археологии и этнографии Сибири, Том. обл. краеведч. музей. — Томск : Издательство Томского государственного университета, 2002. 111 с. Соавт.: Исаков С. А.
- День за днём, год за годом // хроника жизни Томска в XVII—XX столетиях. — Томск: Издательство Томского государственного университета, 2003. — 345 с.[13]
- У истоков архивного дела в Томске // Информационно-методический бюллетень управления Администрации Томской области. Томск. 2003. № 14. С. 52-55.
- Томск : история города от основания до наших дней / Том. гос. ун-т ; Том. обл. краевед. музей. — Изд. 2-е, испр. и доп. — Томск : Издательство Томского государственного университета, 2004. Гл. 4, 5, 6, 8, 13, 15, 16, 17.
- Томск от А до Я : крат. энцикл. города / Том. гос. ун-т, Гос. арх. Том. обл. ; под ред. Н. М. Дмитриенко. — Томск : Изд-во науч.-тех. лит., 2004. — 438 с. : ил., портр. — На об. тит. л.: Посвящается 400-летию г. Томска. — 3000 экз.
- Энциклопедия Томской области / Адм. Том. обл., Том. гос. ун-т; [науч. ред. Н. М. Дмитриенко]. — Томск : Издательство Томского государственного университета, 2008—2009. Т. 1 : А — М. — 2008. — 463 с. : ил., портр., XVI л. ил., портр. — 3000 экз. Т. 2: Н — Я. — 2009. — [4], 469—999 с.: ил., портр., XXV—XXXII с. ил.] — С. XVII—XXIV в изд. отсутствуют. — Имен. указ.: с. 949—989. — 1200 экз.
- Наука и техника в Томске в историческом развитии (XVII—XX вв.) : учеб. пособие. — Томск, 2008.- 60 с.
- Как мы жили : воспоминания и устные свидетельства томских крестьян / Нац. исслед. Том. гос. ун-т, Том. с.-х. ин-т; [публикация Н. М. Дмитриенко, Г. В. Шипилиной; науч. ред. Э. И. Черняк]. — Томск : Издательство Томского государственного университета, 2014.
- Томские женщины-крестьянки в условиях социальных перемен (1920—1930-е гг.) // Сибирские исторические исследования. — 2014. — № 3. — С. 46—70. — ISSN 2312-461X.
- Томский некрополь : траурные сообщения в томской газете «Красное знамя» (1940—1963) / Том. гос. ун-т, Ин-т искусств и культуры, Каф. музеологии, культурного и природного наследия; [публ. Н. М. Дмитриенко, А. А. Монгуш; науч. ред. Э. И. Черняк]. — Томск : Издательство Томского государственного университета, 2015.
- Человек университета : к 75-летию профессора Э. И. Черняка / Н. М. Дмитриенко; [науч. ред. В. П. Зиновьев] ; Нац. исслед. Том. гос. ун-т, Ин-т искусств и культуры. — Томск : Издательство Томского государственного университета, 2016.
- История Томска // книга для старшеклассников и студентов / науч. ред. Э. И. Черняк. — Томск: Издательство Томского государственного университета, 2016. — 206 с. — ISBN 978-5-7511-2414-4.
- в соавт. с Черняк Э. И . В Томске в 1917 году // экскурсионный маршрут. — Томск: Издательский Дом Томского государственного университета, 2017. — 184 с. — ISBN 978-5-94621-613-5.
- Труды музееведов 1920-х гг. // Черняк Е. И., Дмитриенко Н. М., Сизова И. А., Лозовая Л. А., Дементьев А. Д. Музееведческое наследие Северной Азии : сборник. — Томск: Издательство Томского государственного университета, 2018. — Вып. 1. — ISBN 978-5-7511-2523-3.
- Труды музееведов последней трети XIX — первых десятилетий XX века // Дмитриенко Н. М., Черняк Э. И., Дементьев А. Д., Голев И. А., Григорьева С. Е. Музееведческое наследие Северной Азии : сборник. — Томск: Издательство Томского государственного университета, 2019. — Вып. 2. — ISBN 978-5-7511-2595-0.
- Томские выборы депутатов Всероссийского Учредительного собрания: документы / Н.М. Дмитриенко, А.Г. Караваева, А.Д. Дементьев; науч. ред. Э.И. Черняк. Томск: Изд-во Том. ун-та, 2019. 744 с.
- Дмитриенко Н.М. Томск_Потанин: экскурсионный маршрут / Н.М. Дмитриенко, И.А. Голев; науч. ред. Э.И. Черняк. Томск: Изд-во Том. ун-та, 2020. 128 с.
- Музееведческие исследования в Томском государственном университете: к 80-летию профессора Э.И. Черняка / науч. ред. Н.М. Дмитриенко. Томск: Изд-во Том. ун-та, 2021. 408 с.
- Музееведческое наследие Северной Азии. Вып. 3: Труды Александры Викторовны Потаниной / Н.М. Дмитриенко, Э.И. Черняк, И.А. Голев, С.Е. Григорьева [и др.]. Томск: Изд-во Том. ун-та, 2022. 180 с.
- История Сибири: в 4 т. Т. 3: Новое время (конец XVI – начало XX века) / Д.А. Ананьев, Н.А. Беляева, Е.Н. Валиева, Л.И. Галлямова, Н.М. Дмитриенко [и др.]; отв. ред. А.Х. Элерт, М.В. Шиловский. Новосибирск: Изд-во ИАЭТ СО РАН, 2023. 812 с.
- Музейный мир на переломе эпох, 1914–1921 (Музееведческое наследие Северной Азии. Вып. 4) / Н.М. Дмитриенко, Э.И. Черняк, И.А. Голев, С.Е. Григорьева, И.С. Караченцев, К.А. Конев. Томск: Изд-во Том. ун-та, 2023. 176 с.
- Дмитриенко Н.М. Дворяне в Томске: биографический словарь (вторая половина XVIII – начало XX в.) / Н.М. Дмитриенко; науч. ред. Э.И. Черняк. Томск: Изд-во Том. ун-та, 2024. 240 с.
- Томск в воспоминаниях и путевых записках (XVIII – начало XX века) / публ. Н.М. Дмитриенко, К.А. Конев, И.А. Голев, С.Е. Григорьева, И.С. Караченцев; науч. ред. Э.И. Черняк. Томск: Изд-во Том. ун-та, 2024. 376 с.
- Томск: революция и революционеры (по воспоминаниям участников и очевидцев революционных событий XIX – начала XX века) / публ. Н.М. дмитриенко, Г.И. Кан, И.А. Голев, С.Е. Григорьева, И.С. Караченцев, К.А. Конев; науч. ред. Э.И. Черняк. – Томск: изд-во Том. ун-та, 2025. –  480 с.: ил.

## Награды
- лауреат премии П.И. Макушина — в составе авторского коллектива (1994).
- медаль «За заслуги перед Томским государственным университетом» (2003).
- почетная грамота министерства образования и науки РФ (2003)[14]
- медаль «400 лет городу Томску» — за вклад в развитие города Томска в образовательной, научной и культурной сферах (2004).
- лауреат премии Томской области в сфере образования, науки и культуры (2007)[6].
- почётная грамота Томской области — за многолетнюю плодотворную работу по развитию краеведения в Томской области, большой вклад в подготовку высококвалифицированных специалистов (2009)[15].
- почетный работник высшего профессионального образования РФ (2009)[14]
- благодарственное письмо думы города Томска (2013)
- юбилейная медаль «70 лет Томской области» (2015)
- знак отличия «За заслуги в сфере образования» (2018)
- медаль Д. И. Менделеев (2019)[14]
- Заслуженный ветеран труда ТГУ (2022)
- Звание «Томич года» (2024)